# نصب صلاح الدين الأيوبي
نصب صلاح الدين الأيوبي، أحد أبرز النصب التذكارية في مدينة دمشق؛ يقع مقابل قلعة دمشق، صممه لمناسبة الذكرى 800 لوفاة صلاح الدين الأيوبي عام 1993 المعماري عبد الله السيّد، وهو من البرونز. يظهر النصب صلاح الدين ممتطيًا جواده، محاطًا باثنين من الجند المسلمين، وخلفه اثنان من أسرى الفرنجة أحدهم هو أرناط، والآخر هو الملك غي دي لوزينيان، والذين أسرهما صلاح الدين في أعقاب معركة حطين. زاد في شهرة النصب وضعه على ورقة المائتين ليرة سورية.

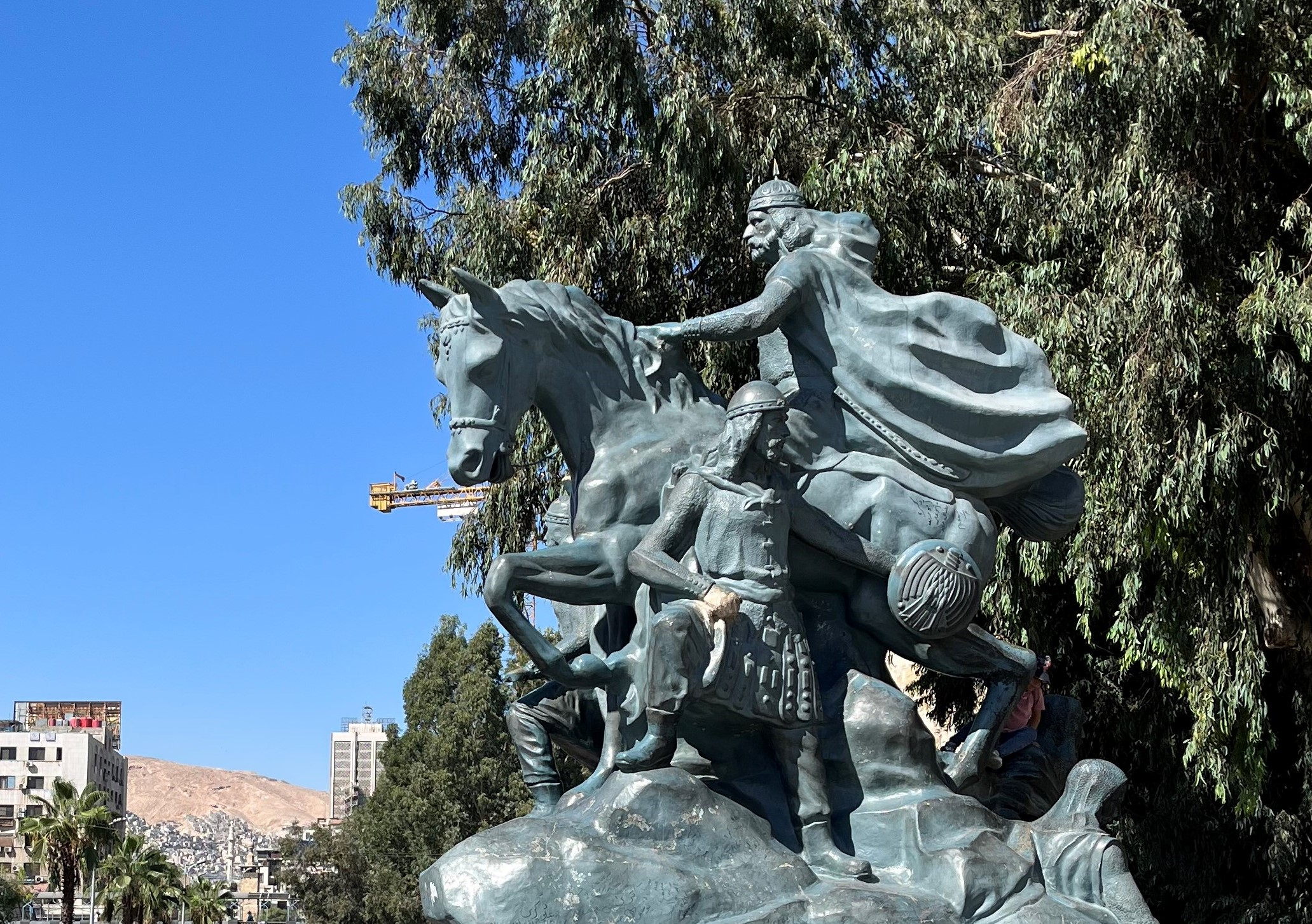
2022
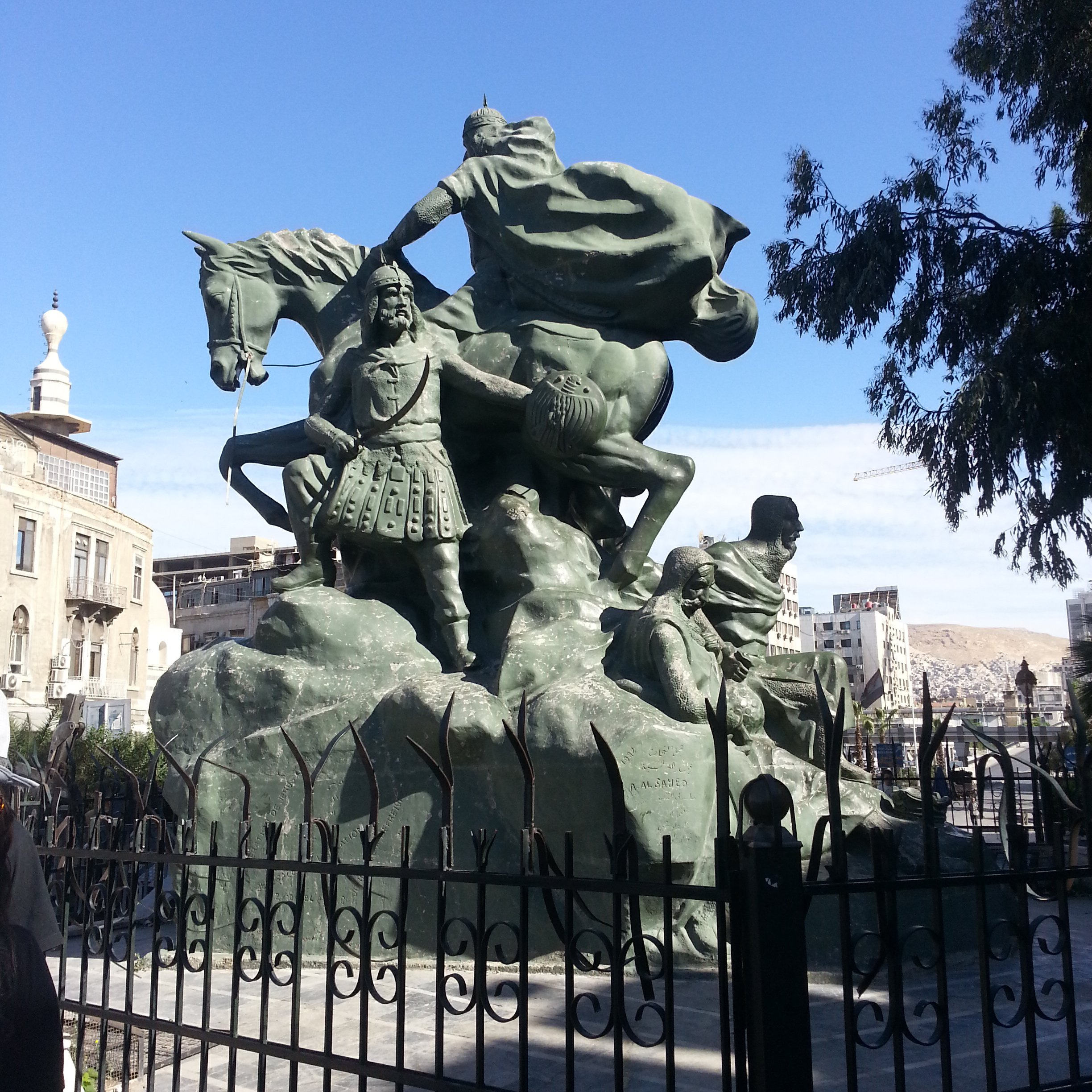
2015-05-08 نصب صلاح الدين الأيوبي في دمشق